# Индейцы Великих равнин

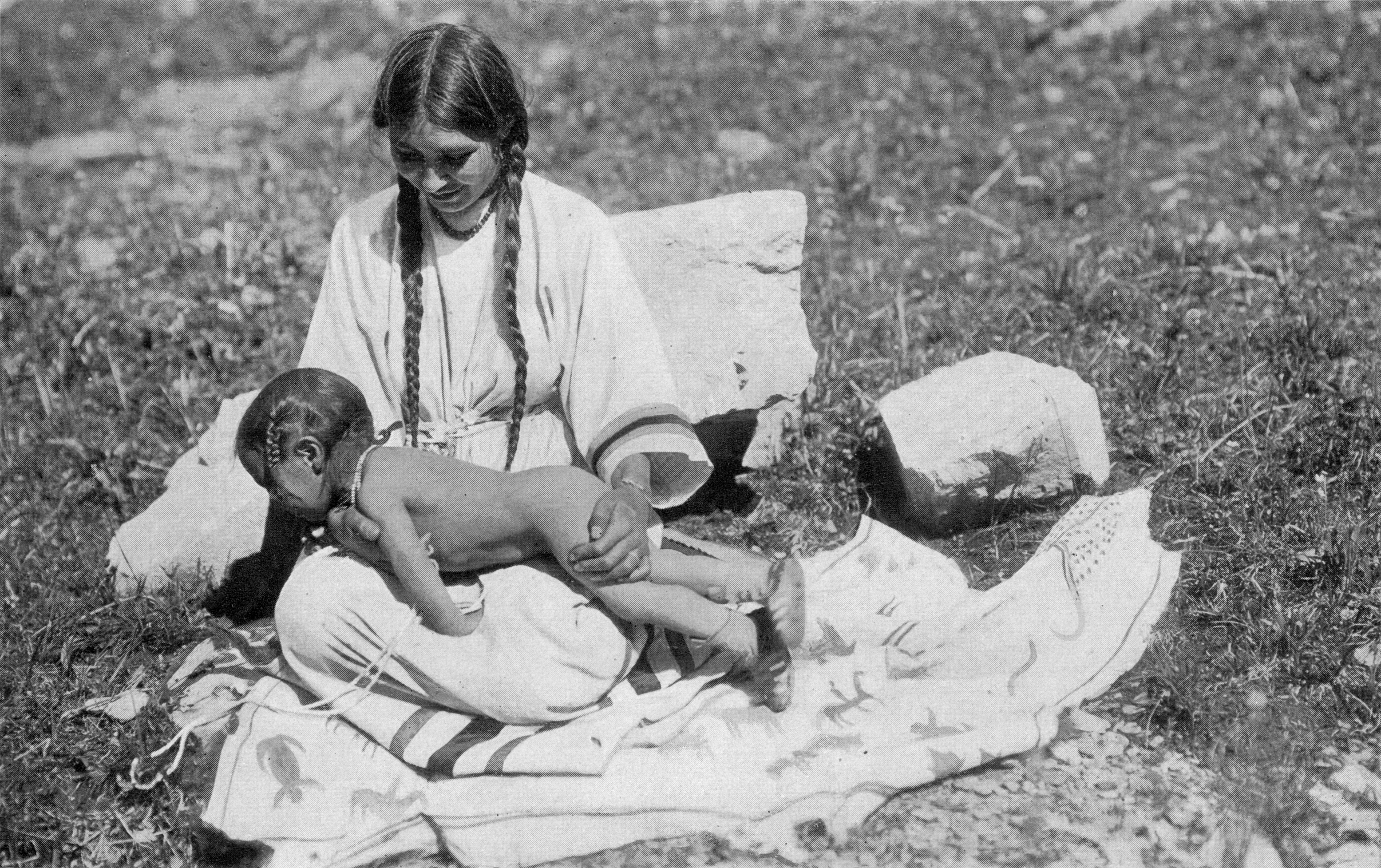
Женщина одного из племён Великих равнин с ребёнком, фото 1917 г., National Geographic

Приведённый ниже список содержит перечень индейцев Великих равнин (индейцев Прерий) — культурного региона в центральной части США и южно-центральной части Канады.

## Перечень
- Айова — Небраска, Канзас, Оклахома
- Апачи
  - Кайова-апачи — Оклахома
  - Липаны — Нью-Мексико, Оклахома
  - Хикарийя — Нью-Мексико
- Арапахо — Оклахома, Вайоминг
  - Северные арапахо — Вайоминг
  - Южные арапахо — Оклахома
- Арикара — Северная Дакота
- Ассинибойны — Монтана, Саскачеван
- Гровантры — Монтана
- Кайова — Оклахома
- Канза — Оклахома
- Кичай — Оклахома
- Команчи — Оклахома
- Кри
  - Равнинные кри — Монтана, Альберта, Саскачеван, Манитоба
- Кроу — Монтана
- Куапо — Оклахома
- Манданы — Северная Дакота
- Миссури — Оклахома
- Оджибве
  - Равнинные оджибве — Британская Колумбия, Альберта, Саскачеван, Манитоба, Монтана, Северная Дакота
- Омаха — Небраска
- Осейджи — Оклахома
- Ото — Оклахома
- Пауни — Оклахома
  - Киткехахки — Оклахома
  - Питахауират — Оклахома
  - Скиди — Оклахома
  - Чауи — Оклахома
- Понка — Небраска, Оклахома
- Сарси — Альберта
- Сиу
  - Лакота 
    - Брюле — Южная Дакота
    - Итазипчо — Южная Дакота
    - Миннеконжу — Южная Дакота
    - Оглала — Южная Дакота
    - Оохенунпа — Южная Дакота
    - Сихасапа — Южная Дакота, Северная Дакота
    - Хункпапа — Южная Дакота, Северная Дакота, Монтана, Саскачеван

  - Санти
    - Вахпекуте — Миннесота, Монтана, Небраска, Северная Дакота, Южная Дакота, Манитоба
    - Вахпетоны — Миннесота, Монтана, Северная Дакота, Южная Дакота, Манитоба, Саскачеван
    - Мдевакантоны — Миннесота, Монтана, Небраска, Северная Дакота, Южная Дакота, Манитоба
    - Сиссетоны — Миннесота, Монтана, Северная Дакота, Южная Дакота, Манитоба, Саскачеван

  - Янктонаи — Монтана, Северная Дакота, Южная Дакота
  - Янктоны — Южная Дакота
- Стони — Альберта
- Тонкава — Оклахома
- Уичита — Оклахома
  - Вако — Оклахома
  - Тавакони — Оклахома
  - Тавехаши — Оклахома
- Хидатса — Северная Дакота
- Черноногие
  - Кайна — Альберта
  - Пикани — Монтана
  - Северные пиеганы — Альберта
  - Сиксики — Альберта
- Шайенны — Монтана, Оклахома
  - Северные шайенны — Монтана
  - Южные шайенны — Оклахома

Кроме перечисленных народов, культуру индейцев Великих равнин в значительной степени восприняли их соседи — банноки, валла-валла, восточные шошоны, кайюсы, кёр-д’ален, кутеней, мескалеро, не-персе, пан-д’орей, северные шошоны, спокан, флатхеды, юматилла, юты, якама.